# Баранов, Юрий Константинович (учёный)
Юрий Константинович Баранов (1924—1996) — советский и российский учёный, специалист по проблемам судовождения и навигации. Автор ряда книг и учебных пособий по этой специальности. Декан судоводительского факультета, профессор кафедры навигации Ленинградского высшего инженерного морского училища имени адмирала С. О. Макарова. Кандидат технических наук.

## Биография
Родился в 1924 году.
В 1948 году вступил в законный брак с Зоей Ивановной Радимовой, в замужестве сменившей фамилию на Баранову. В их прекрасной дружной семье всегда с радостью принимали гостей.
Многие годы проработал в Ленинградском высшем инженерном морском училище имени адмирала С. О. Макарова, в том числе в должности декана судоводительского факультета, профессора кафедры навигации, имел учёное звание кандидата технических наук.
В 1957—1959 году был командирован в Китайскую Народную Республику, находился там вместе с супругой.
Был специалистом по проблемам судовождения и навигации. Автор ряда книг и учебных пособий по этой специальности. Он и его ученики внесли огромный вклад в решение важной задачи об использовании в сфере морского транспорта разработок и открытий космонавтики. Их исследования, а также результаты внедрения спутниковых навигационных систем и систем связи в практическую деятельность моряков, стали прорывом искусства навигации для всех стран мира.
Умер в 1996 году.

## Семья
- Жена — Зоя Ивановна Баранова. Советский учёный, кандидат биологических наук, специалист по иглокожим. Заведующая отделением иглокожих, туникат и пантопод лаборатории морских исследований Зоологического института АН СССР[1].
  - Сын — Александр Юрьевич Баранов (1953—1998[5]). Крупный специалист по судовождению[2].
  - Дочь — Алёна Юрьевна Баранова. Архитектор[2].

## Публикации
- Баранов Ю. К. Использование секторных радиомаяков для определения места судна в море / Ю. К. Баранов, канд. техн. наук. — Л.; М. : Водтрансиздат, 1953. — 64 с. : черт., карт.; 20 см. — (Библиотечка судоводителя морского флота).
- Баранов Ю. К. Определение места судна с помощью навигационных спутников / Ю. К. Баранов. — М. : Транспорт, 1976. — 87 с. : ил.; 20 см. — (Библиотечка судоводителя).
- Баранов Ю. К. Использование радиотехнических средств в морской навигации / Ю. К. Баранов. — 3-е изд., перераб. и доп. — М. : Транспорт, 1988. — 207,[1] с. : ил.; 20 см. — ISBN 5-277-00166-2.
- Навигация : Учеб. для высш. мор. учеб. заведений / Ю. К. Баранов, М. И. Гаврюк, В. А. Логиновский, Ю. А. Песков. — 3-е изд., перераб. и доп. — СПб. : Лань, 1997. — 509 с. : ил.; 21 см. — ISBN 5-86617-029-9.

## Отзывы
По словам Ю. А. Пескова, начиная с 1950-х годов многие поколения судоводителей воспитывались на статьях и книгах Ю. К. Баранова о практике морской радионавигации. Ю. А. Песков отметил огромный вклад Ю. К. Баранова в развитие методов морской радионавигации, в обучение этим методам, в популяризацию и активное внедрение в учебный процесс с середины 1970-х годов методов спутниковой навигации, в воспитание высококвалифицированных научно-педагогических кадров, в обучение многих тысяч судоводителей для советского и российского флота.

## Память
В 2010 году памяти Ю. К. Баранова одним из его учеников и последователей Ю. А. Песковым было посвящено учебное пособие «Морская навигация с ГЛОНАСС/GPS».